# Автомобільні шляхи Житомирської області
Автомобі́льні шляхи́ Житомирської області — мережа доріг на території Житомирщини, що об'єднує між собою населені пункти та окремі об'єкти та призначена для руху транспортних засобів, перевезення пасажирів та вантажів.